# 茨城県道167号富岡玉造常陸太田線

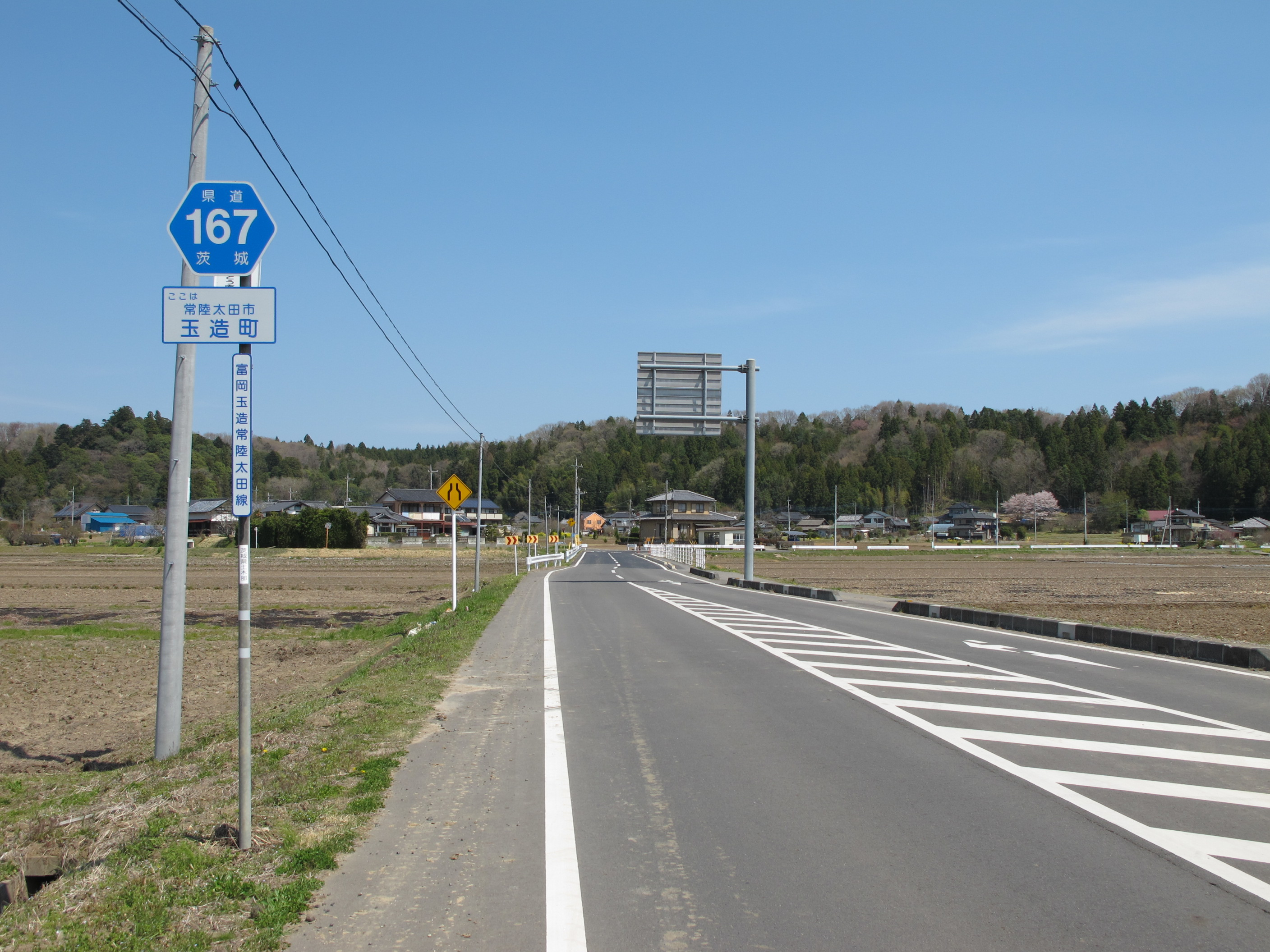
茨城県道167号富岡玉造常陸太田線
常陸太田市玉造町（2014年4月）

茨城県道167号山方富岡玉造常陸太田線（いばらきけんどう167ごう とみおかたまつくりひたちおおたせん）は、茨城県常陸大宮市富岡から常陸太田市に至る一般県道である。

## 概要
- 起点：茨城県常陸大宮市富岡（国道293号交点）[1]
- 終点：茨城県常陸太田市大平町字切道548番地先（国道293号交点）[2]
- 総延長：8.422 km[3]
- 重用延長：2.885 km[3]
- 未供用延長：なし[3]
- 実延長：5.537 km[3]
- 自動車交通不能区間延長[注釈 1]：なし[3]

## 歴史
1959年（昭和34年）10月14日、新たな県道として那珂郡大宮町富岡を起点とし、常陸太田市を終点とする区間を本路線とする県道富岡玉造常陸太田線として茨城県が県道路線認定した。
1995年（平成7年）に整理番号167となり現在に至る。

### 年表
- 1923年（大正12年）4月1日：現在の路線の前身である金砂太田線が路線認定される。
- 1931年（昭和6年）9月1日：同じく下利員大宮線が路線認定される。
- 1959年（昭和34年）10月14日
  - 金砂太田線と下利員大宮線が合わさり、現在の路線となる県道富岡玉造常陸太田線が路線認定される（図面対照番号160）[4]。
  - 道路の区域は、那珂郡大宮町大字富岡の主要地方道久慈大宮線（現在の国道293号にあたる）分岐から常陸太田市新宿町の主要地方道久慈大宮線交点までと決定された[1]。
- 1980年（昭和55年）1月21日：久慈郡金砂郷村大字大平地内（大平西 - 大平交差点）の道路改良新道（1.263km）を供用開始。狭隘な旧道（1.292km）が指定解除され金砂郷村道に降格[2]。
- 1986年（昭和61年）10月2日：久慈郡金砂郷村大字下利員 - 大字高柿（村役場前）の現道（1.6km）を道路改良2車線化する道路区域決定[5]。
- 1990年（平成2年）3月22日：那珂郡大宮町大字富岡 - 久慈郡金砂郷村大字下利員の区間（1.1505km）を現道拡幅及びバイパス新設[6]。
- 1995年（平成7年）3月30日：整理番号217から現在の番号（整理番号167）に変更される[7]。

## 路線状況
道路法の規定に基づき、常陸太田市玉造（玉造十字路交差点） - 同市大平町（大平交差点）間は、緊急輸送道路として機能を維持するため、災害発生時の被害拡大防止を目的に道路用地内に電柱を建てることが制限されている。

### 重複区間
- 茨城県道165号山方常陸大宮線（常陸大宮市富岡地内：約0.1 km）
- 茨城県道62号常陸那珂港山方線（常陸太田市下利員町 - 同市玉造町 玉造十字路：約2.8 km）

## 地理

### 通過する自治体
- 茨城県
  - 常陸大宮市 - 常陸太田市

### 交差する道路
- 茨城県道165号山方常陸大宮線（常陸大宮市富岡）
- 茨城県道62号常陸那珂港山方線（常陸太田市中利員町 - 玉造町）
- 茨城県道166号和田上河合線（常陸太田市玉造町）
- 国道293号バイパス（常陸太田市大平町）

### 沿線
- 金郷郵便局（常陸太田市下利員町）
- 常陸太田市役所金砂郷支所（常陸太田市高柿町）[注釈 2]

沿線の常陸太田市高柿町にあった常陸太田市立金砂郷小学校は、旧・金砂郷小学校、久米小学校、郡戸小学校の統合により、2022年4月から旧・久米小学校跡地が金砂郷小学校となり移転することになった。